# Fabriciana kuangshui
Fabriciana kuangshui är en fjärilsart som beskrevs av Hans Fruhstorfer 1915. Fabriciana kuangshui ingår i släktet Fabriciana och familjen praktfjärilar. Inga underarter finns listade i Catalogue of Life.